# Philipp Jakob Rittler
Philipp Jakob Rittler aussi Ridler (né vers 1637; et mort le 16 février 1690 à Olomouc) est un compositeur et violoniste, actif en Autriche et en royaume de Bohême. 

## Biographie
Vers 1660 Rittler était actif à divers titres au collège jésuite d'Opava en Silésie ou il avait fait ses études. Il est fort probable qu'il connaissait Pavel Josef Vejvanovský et certainement aussi Heinrich Ignaz Franz von Biber, dont il a fait des copies d'œuvres pour les archives de Kroměříž. Plus tard, entre 1669 et 1673 Rittler devient prêtre et aumônier à la cour du prince Johann Seyfried von Eggenberg à Graz. 
En 1674, il comparut à la cour du prince-évêque d'Olomouc, Charles II de Liechtenstein-Kastelkorn (de), à Kroměříž (Kremsier), avec le titre d'aumônier, aves un salaire annuel de 100 florins. En 1679, Rittler devient vicaire honoraire du Chapitre d'Olomouc et en même temps, il est employé comme vicarius honorarius et rector chori à la Cathédrale Saint-Venceslas d'Olomouc. De toute évidence, il composait déjà à Opava. Divers inventaires musicaux, notamment celui de 1695 de Kroměříž (abréviation actuelle CZ-KRa), donnent des détails sur 74 compositions de Rittler. Seule une partie de ses œuvres répertoriées ont survécu le temps. Celles jusqu'en 1675 sont pour la plupart instrumentales; après 1675, il se consacra principalement à la musique vocale d'église. À quelques exceptions près, ses sonates étaient aussi destinées à l'usage en église. Rittler devait être un violoniste accompli, à en juger par les passages solos techniquement très exigeantes de ses œuvres, certains aspects suggèrent qu'il maîtrisait la technique de la scordatura. De son vivant, ses œuvres étaient largement réparties, comme le prouvent les registres des inventaires musicaux de Český Krumlov, Slaný, Tovačov et Seitenstetten. Durant sa maladie et après son décès Vejvanowsky a repris la chorale, Thomas Antonio Albertini (1660-1736) était le successeur définitif de Rittler. Dans son héritage se trouvaient de nombreux instruments de musique, entre autres cinq violons (dont un fabriqué par Jacob Stainer, des violes et deux clavicordes), il possédait aussi des violons muets en petite taille et taille normale, ceci prouve son travail pédagogique avec les enfants de la chorale.

## Œuvres (choix)
- Missa Harmonia Genethliaca (pour l'anniversaire de l'évêque 1674)
- 2× Missa Carolina
- Missa Nativitatis.
- Requiem Claudiae Imperatricis, (Missa defunctis pour l'enterrement de la deuxième épouse de Léopold Ier (empereur du Saint-Empire), l' archiduchesse Claude-Félicité d'Autriche)
- Te Deum laudamus composé pour la naissance de l'archiduc Joseph en 1678 et la paix avec le roi de France en 1679 signés dans le Traités de Nimègue.
- Ave regina coelorum (Mottet)
- Stella Caeli exstirpavit (Ms. Kroměříž, Cz-Kra II.28)

### Instrumental
- Sonata à 6 „Allein Gott in der Höh’ sei Ehr“, pour 2 violons, clarino, 3 trombones & basse continue
- 5 Sonates, pour 2 violons, 3 altos & basse continue, 1663
- 3 Sonates à 5, vers 1663
- Sonata, pour 2 violons, 4 altos, violone et orgue, 1663
- Sonates, pour 2 violons, 2 altos, violone et orgue, 1665
- Sonates, pour 2 violons, 3 altos et orgue, 1666
- Sonates, pour 2 violons, 3 altos et orgue, 1669
- Sonata à 17, pour 2 violons, 3 altos, 6 trompettes, 4 trombones, violone, timbales et orgue, vers 1670
- Aria villanesca, pour violon, 3 altos, basson, 3 flûtes, clavecin et violone, vers 1670
- Balleti, pour violon, 3 altos, 2 trompettes, violone und clavecin, 1675
- Sonata S. Caroli, pour 2 violons, 3 altos, 6 trompettes, 3 trombones, violone, timbales et clavecin, 1675
- Sonata,  pour 2 violons, 3 altos, 6 trompettes, 3 trombones, violone, clavecin, 1676
- Chaconne, pour 2 trompettes, violon, 3 altos, violone et clavecin, 1678

## Sources
- (en) Jiří Sehnal, « Rittler, Philipp Jakob », dans Grove Music Online, Oxford University Press, 2001.
- (de) Jiří Sehnal : Rittler dans le MGG2